# Jeff Saibene
Jeff Saibene (Keispelt, 13 september 1968) is een voormalig profvoetballer uit Luxemburg, die tijdens zijn carrière speelde op het middenveld of in de aanval. Na zijn actieve loopbaan ging hij het trainersvak in. Hij speelde jarenlang profvoetbal in Zwitserland.

## Interlandcarrière
Saibene speelde in totaal 64 interlands (nul doelpunten) voor de Luxemburgse nationale ploeg in de periode 1986 – 2001. Hij maakte zijn debuut als speler van Standard Luik op 14 oktober 1986 in de EK-kwalificatiewedstrijd in Luxemburg tegen België, die met 6-0 verloren werd. Zijn laatste interland speelde hij op 6 oktober 2001 in Belgrado tegen Joegoslavië (6-2 nederlaag).